# يفهين أورلوف
يفهين أورلوف (بالأوكرانية: Євгеній Орлов)‏ هو مصارع رياضي أوكراني، ولد في 30 يناير 1989 في كريفي ريه في أوكرانيا.

## وصلات خارجية
- يفهين أورلوف على موقع قاعدة بيانات المصارعة الدولية (الإنجليزية)
- يفهين أورلوف على موقع أوليمبيديا (الإنجليزية)